# Femme de l'Apocalypse

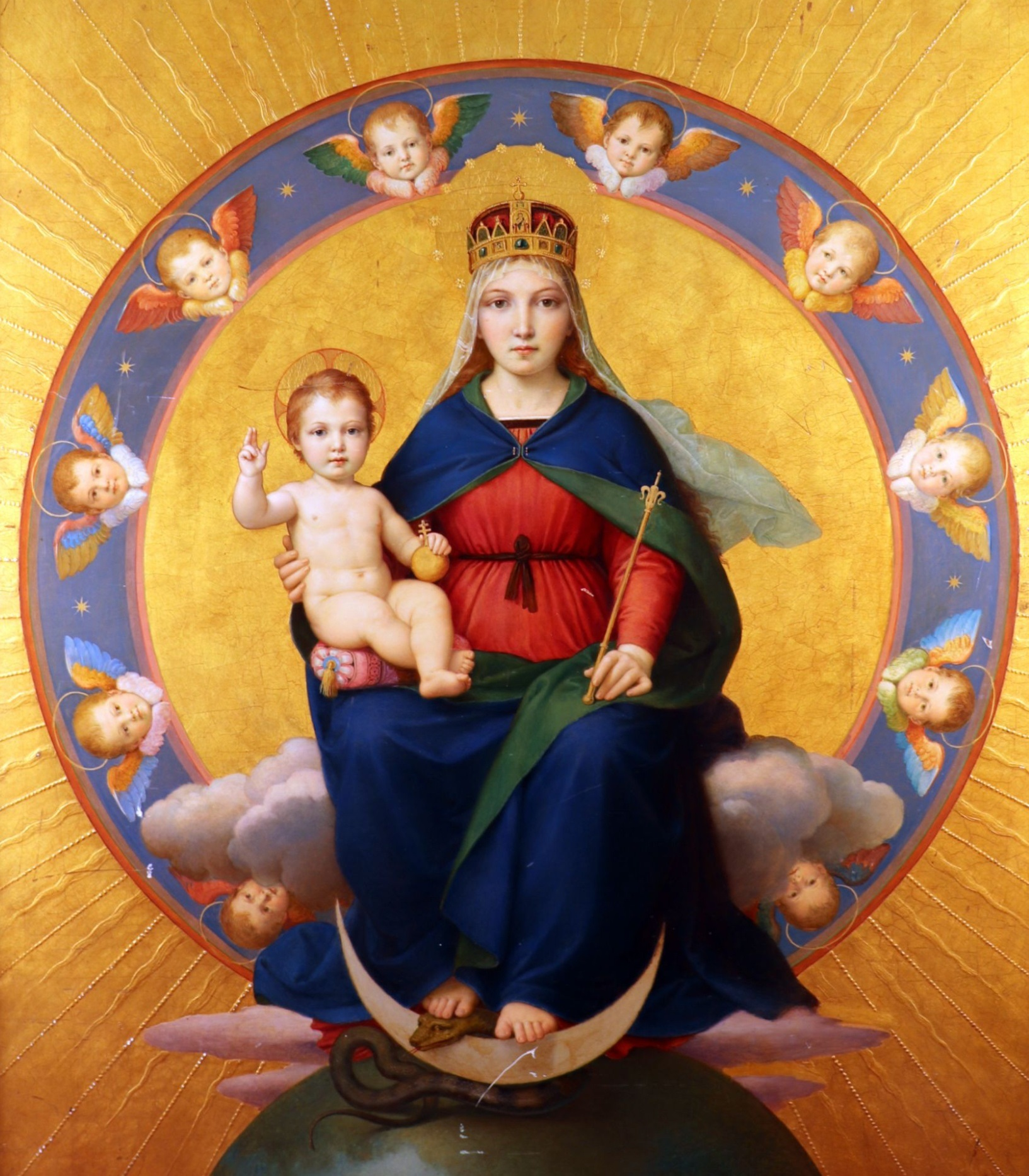
La femme vêtue du soleil, la lune sous ses pieds, figurée ici avec la Couronne de saint Étienne (peinture hongroise, par Ferenc Szoldatits).

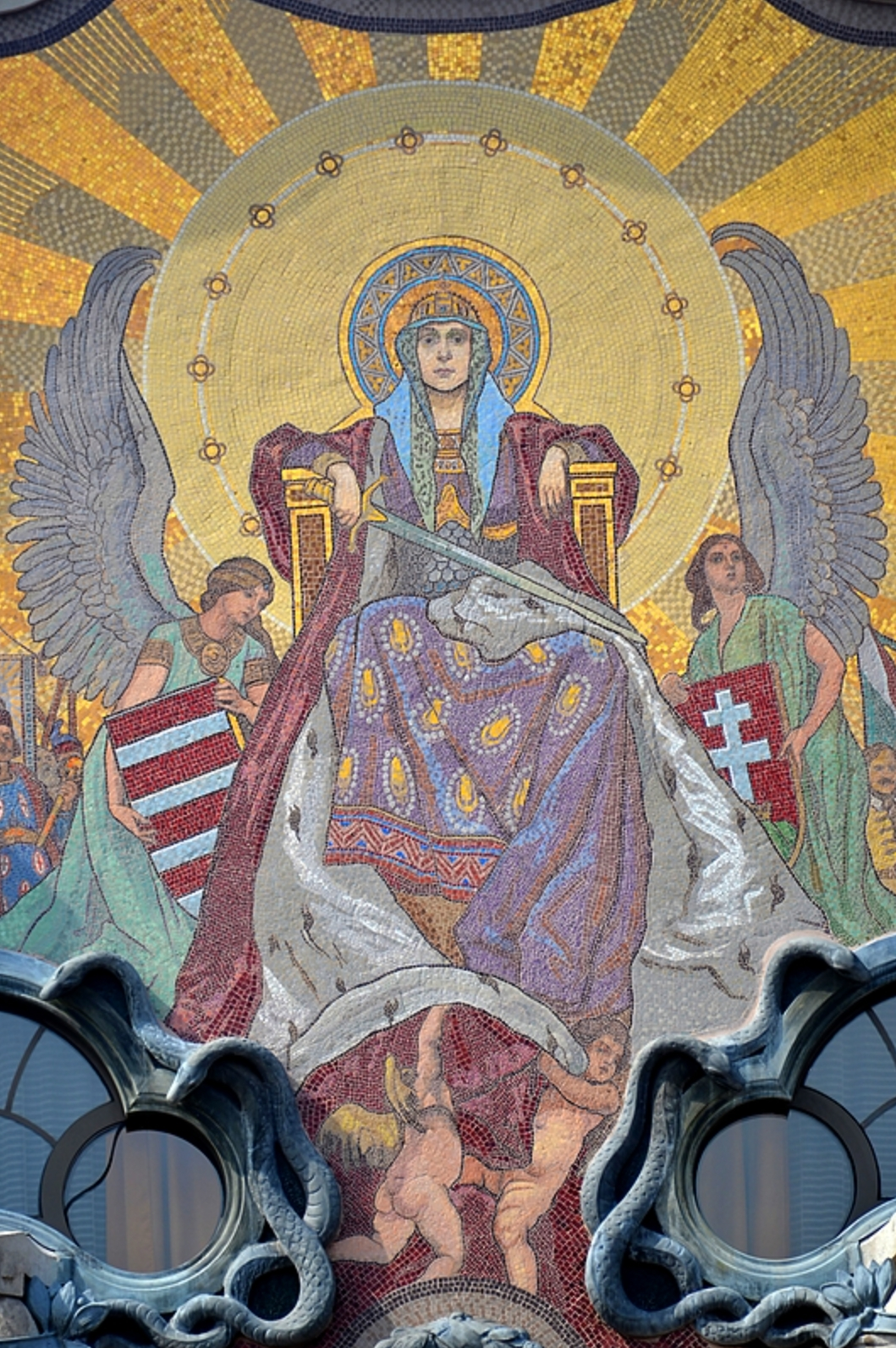
La femme vêtue du soleil, mosaïque sur la façade de la Banque turque à Budapest, Hongrie.

La Femme de l'Apocalypse est un personnage biblique qui apparaît au chapitre 12 du livre de l'Apocalypse. L'interprétation de ce personnage est diverse dans les traditions chrétiennes. Cependant, l'Église catholique ainsi que les Églises orthodoxes l'ont constamment interprétée comme une figure apocalyptique de la Vierge Marie.

## Texte
« 1 Un signe grandiose apparut au ciel : une Femme ! le soleil l'enveloppe, la lune est sous ses pieds et douze étoiles couronnent sa tête ; 2 elle est enceinte et crie dans les douleurs et le travail de l'enfantement. 3 Puis un second signe apparut au ciel : un énorme dragon rouge feu, à sept têtes et dix cornes, chaque tête surmontée d'un diadème. 4 Sa queue balaie le tiers des étoiles du ciel et les précipite sur la terre. En arrêt devant la Femme en travail, le Dragon s'apprête à dévorer son enfant aussitôt né. 5 Or la Femme mit au monde un enfant mâle, celui qui doit mener toutes les nations avec un sceptre de fer ; et son enfant fut enlevé jusqu'auprès de Dieu et de son trône, 6 tandis que la Femme s'enfuyait au désert, où Dieu lui a ménagé un refuge pour qu'elle y soit nourrie mille deux cent soixante jours. 7 Alors, il y eut une bataille dans le ciel : Michel et ses Anges combattirent le Dragon. Et le Dragon riposta, avec ses Anges, 8 mais ils eurent le dessous et furent chassés du ciel. [...] 13 Se voyant rejeté sur la terre, le Dragon se lança à la poursuite de la Femme, la mère de l'Enfant mâle. 14 Mais elle reçut les deux ailes du grand aigle pour voler au désert jusqu'au refuge où, loin du Serpent, elle doit être nourrie un temps et des temps et la moitié d'un temps. 15 Le Serpent vomit alors de sa gueule comme un fleuve d'eau derrière la Femme pour l'entraîner dans ses flots. 16 Mais la terre vint au secours de la Femme : ouvrant la bouche, elle engloutit le fleuve vomi par la gueule du Dragon. 17 Alors, furieux contre la Femme, le Dragon s'en alla guerroyer contre le reste de ses enfants, ceux qui gardent les commandements de Dieu et possèdent le témoignage de Jésus. 18 Et je me tins sur la grève de la mer. »

— Chapitre 12 de l'Apocalypse, Bible de Jérusalem, Les Éditions du Cerf, 1997

## Interprétations
La Femme de l'Apocalypse peut donc faire référence à la Vierge Marie, selon la tradition chrétienne la plus large. Mais encore, comme cette tradition constante voit en Jésus-Christ le Nouvel Adam, elle voit aussi en la Vierge Marie la Nouvelle Ève. Cette Nouvelle Ève qui, contrairement à la première, écrase le Serpent sous son pied ainsi que le croissant de lune, assimilé à ce dernier. Une autre tradition constante y voit également une figure de l'Église elle-même, considérée théologiquement comme étant le Nouvel Israël (ou Verus Israel), non plus selon la chair mais désormais selon l'Esprit saint.

### Marie

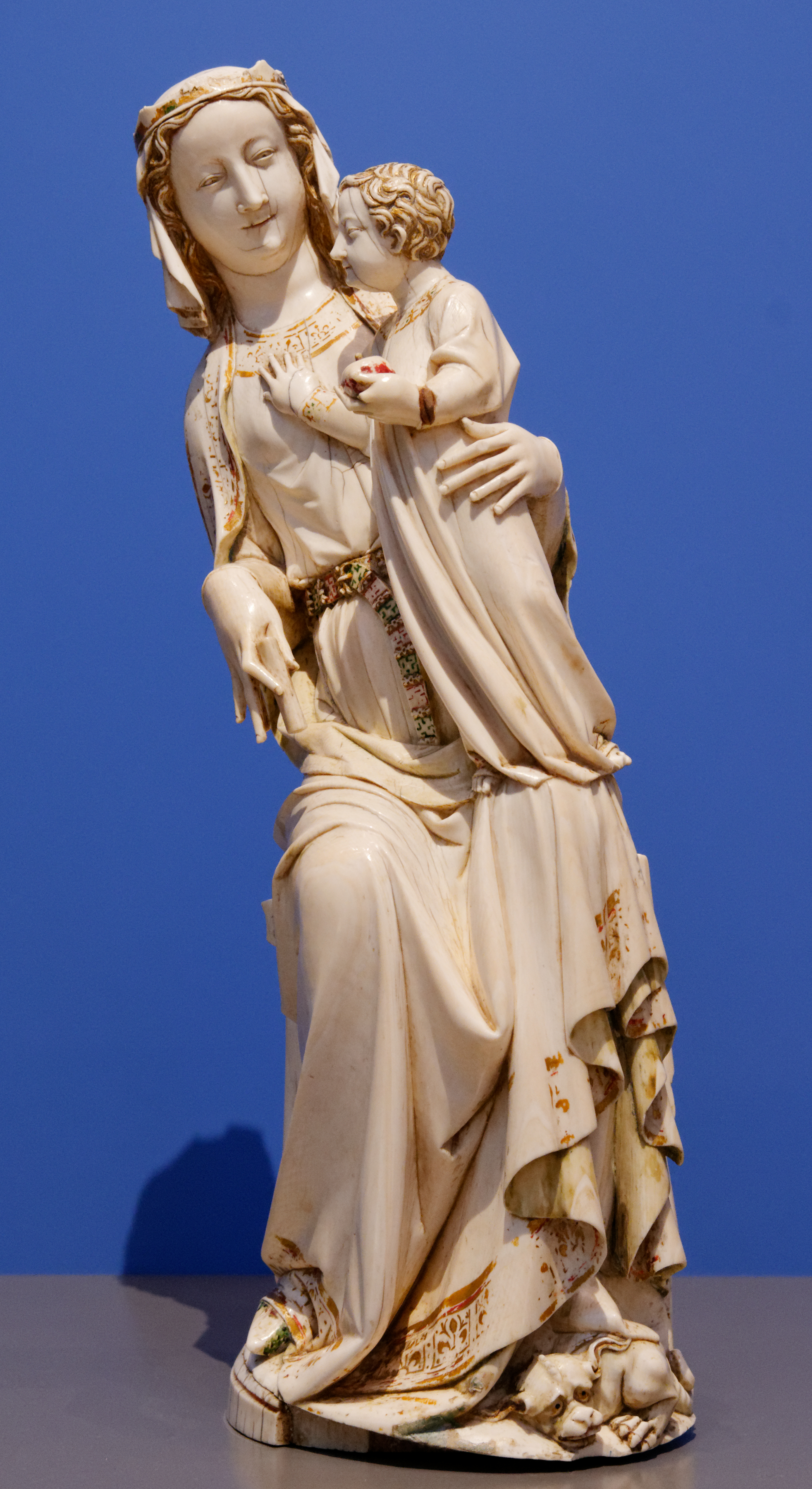
Statue en ivoire de Marie en Femme de l'Apocalypse (Paris, entre 1310 et 1330).
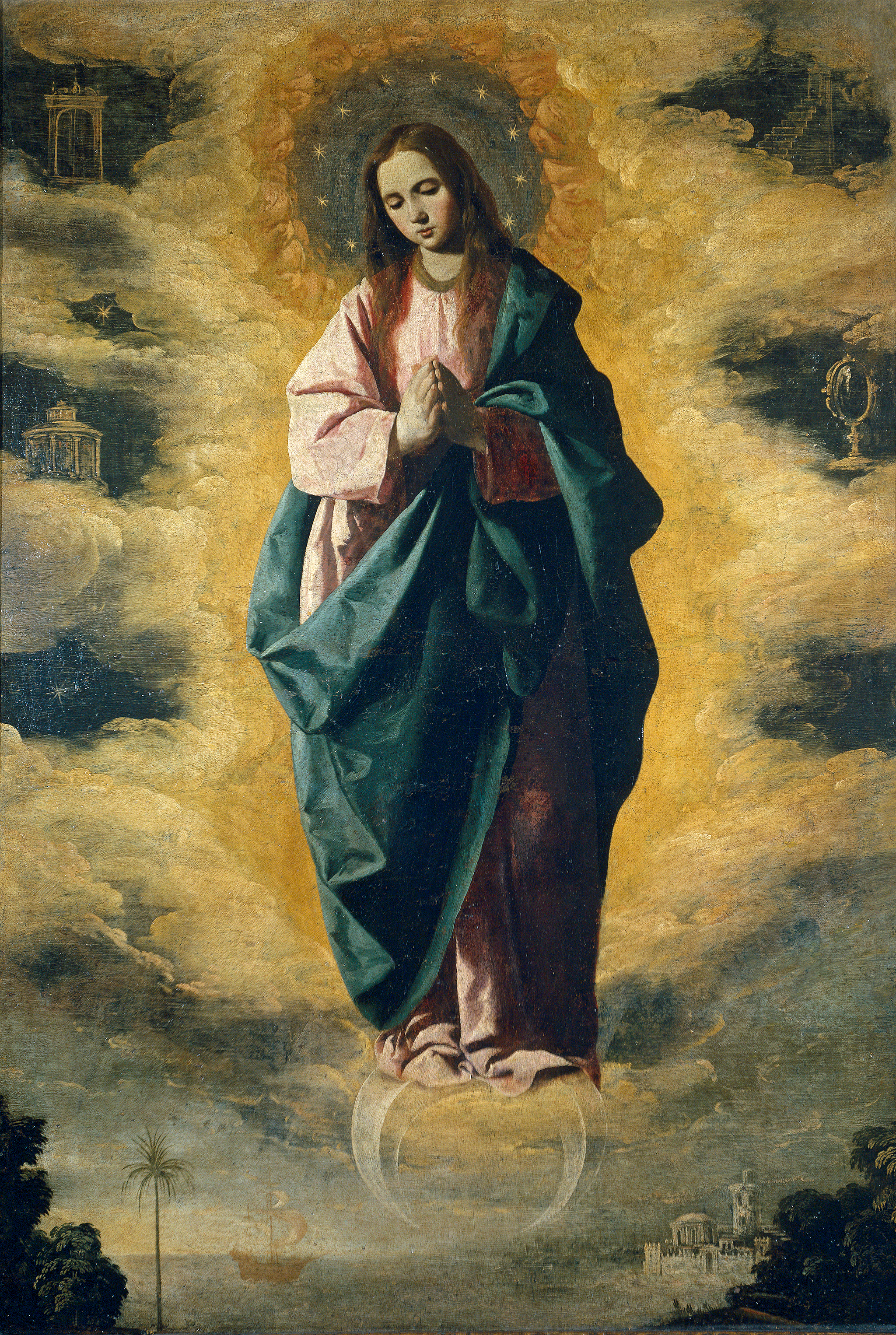
Inmaculada Concepcion, Francisco de Zurbarán.
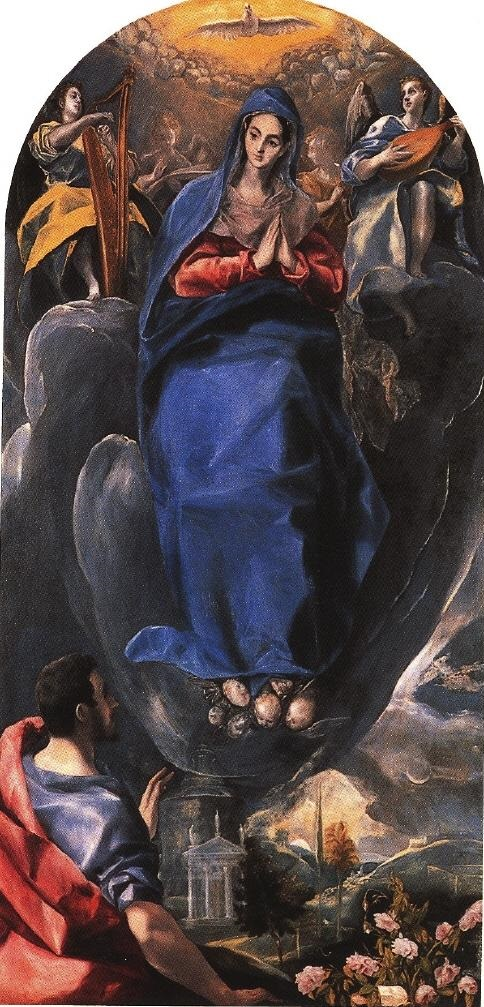
L'Immaculée Conception vue par saint Jean l'Évangéliste (El Greco, 1585).

Dans la tradition catholique, cette femme fait donc principalement référence à Marie après son assomption. Cette tradition est réaffirmée par le pape Pie X, Paul VI et Jean-Paul II. Selon cette interprétation, l'« enfant mâle » est une référence à Jésus-Christ (Ap 12:5), qui doit « mener toutes les nations avec un sceptre de fer » (id.). Le dragon essayant de dévorer le nouveau-né au moment de sa naissance pourrait être, d'une part, une allusion à la tentative d'Hérode le Grand pour tuer l'enfant Jésus, et d'autre part à l'ensemble des chrétiens, enfants de l'Église, que Satan, jusqu'à la fin du monde, cherchera à perdre et à tuer spirituellement.
Dans certaines représentations artistiques de l'Immaculée Conception et de l'Assomption, Marie est parfois représentée avec les symboles liés à la femme de l'Apocalypse : enveloppée par le soleil, couronnée d'étoiles et la lune sous ses pieds.
Néanmoins, selon l'avis personnel du commentateur biblique Louis-Claude Fillion, si au premier abord la femme de l'Apocalypse semble être la Vierge Marie et que de nombreux interprètes ont adopté cette position, il s'agit là « d'une figure allégorique, d'une mère mystique », qui représenterait en vérité l'Église.

### L'Église
Selon certaines confessions protestantes, la femme de l'Apocalypse représente l'Église du Christ, et son enfant les saints et « ceux qui gardent les commandements de Dieu et possèdent le témoignage de Jésus » (Ap 12:17). Cette tradition n'est pas contradictoire avec celle de l'Église catholique (voir supra).

### Ève
Comme déjà mentionné, la Femme est aussi identifiée comme la Nouvelle Ève, qui, à l'opposé de la première Ève. En effet, l'« Antique serpent » (Ap 12:9), c'est-à-dire Satan, est présent dès le début de la Genèse et séduisit Ève. Mais Dieu mit désormais un signe de contradiction entre la femme et son enfant, d'une part, et le Serpent, d'autre part : « Je mettrai une hostilité entre toi et la femme, entre ton lignage et le sien »]. La Femme de l'Apocalypse, la Nouvelle Ève, est celle sur laquelle Satan n'a jamais prise, étant conçue sans péché.

## Galerie

La Vierge Marie sous les traits de la Femme de l’Apocalypse, Pierre Paul Rubens. Projet peint à l'huile pour le maître-autel de la cathédrale de Freising, pour le compte du prince-évêque Vit-Adam.
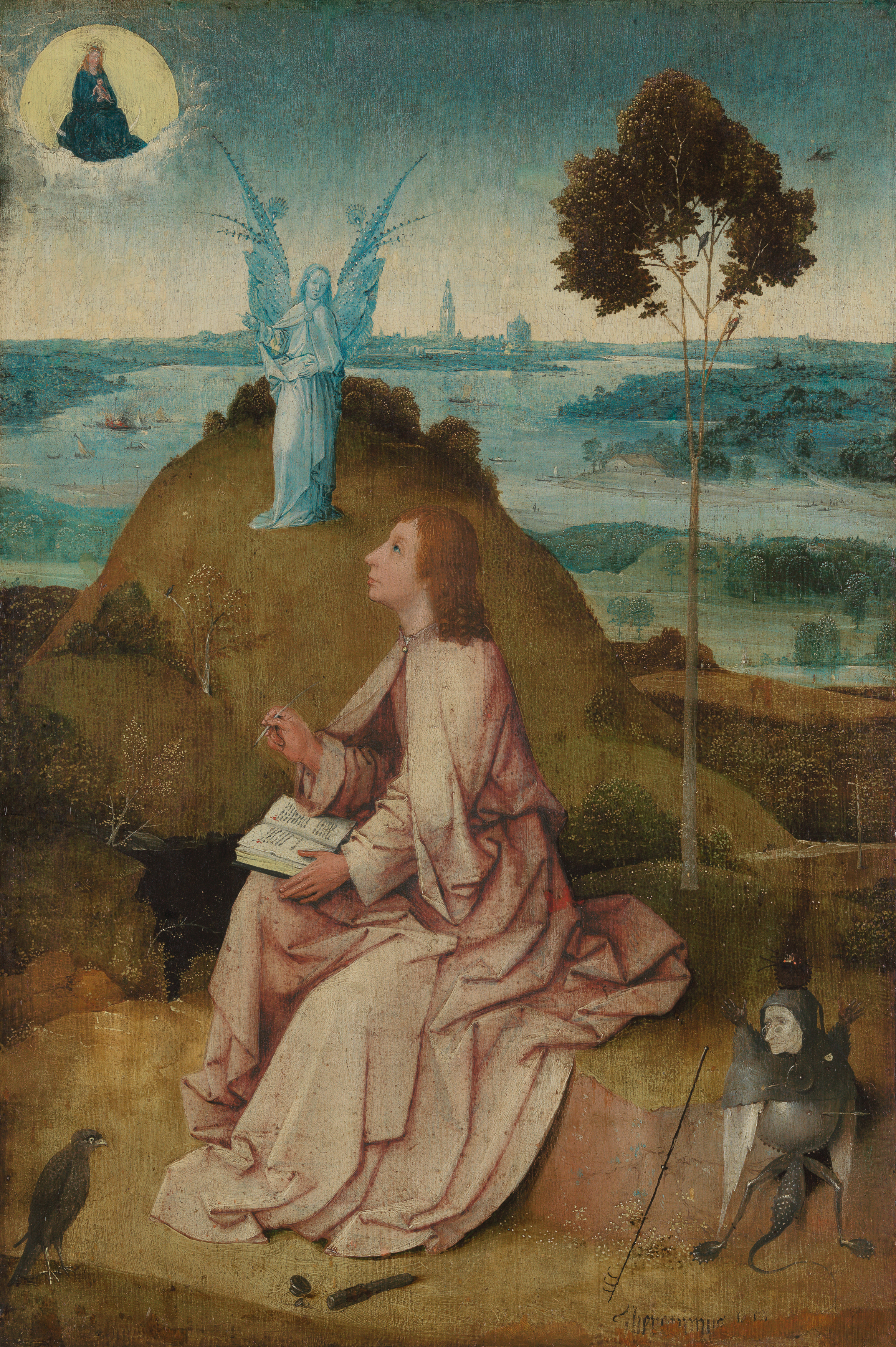
Saint Jean l'évangéliste à Patmos, Jérôme Bosch, 1504-1505.
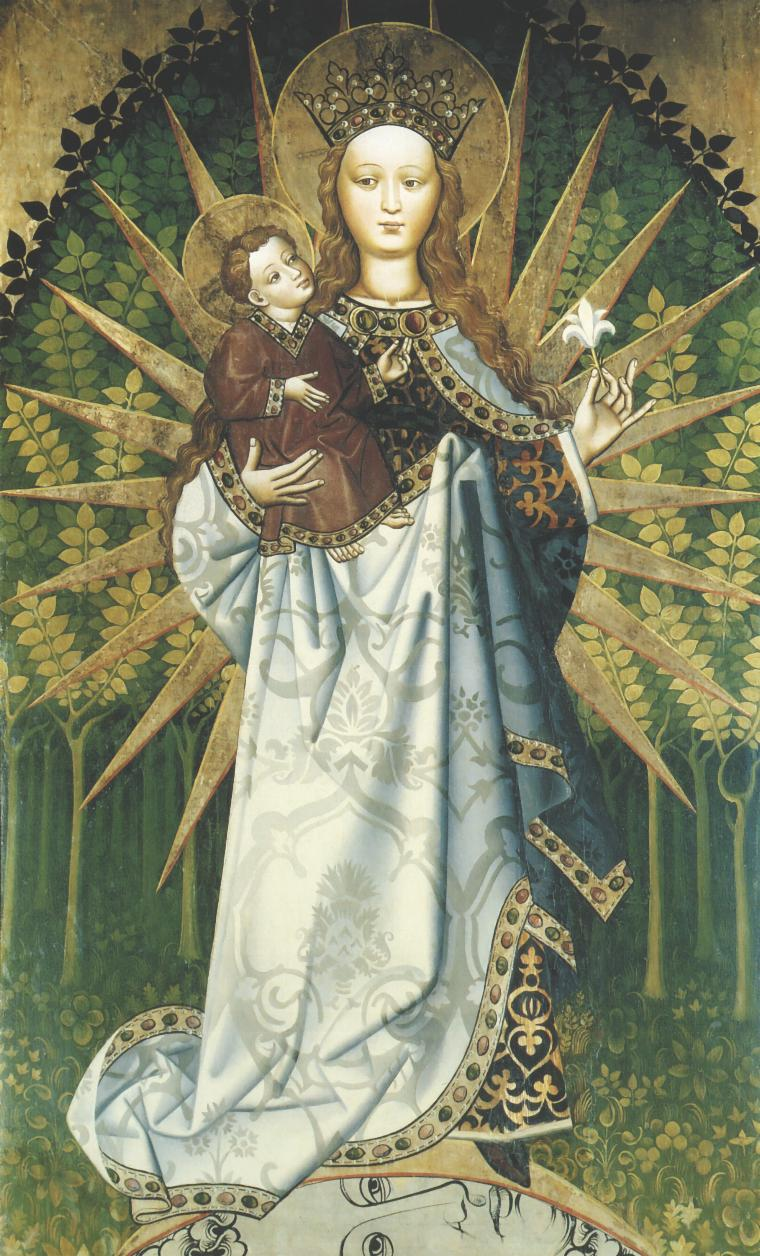
Madonna with Child Clothed in Sunlight, XVe siècle.
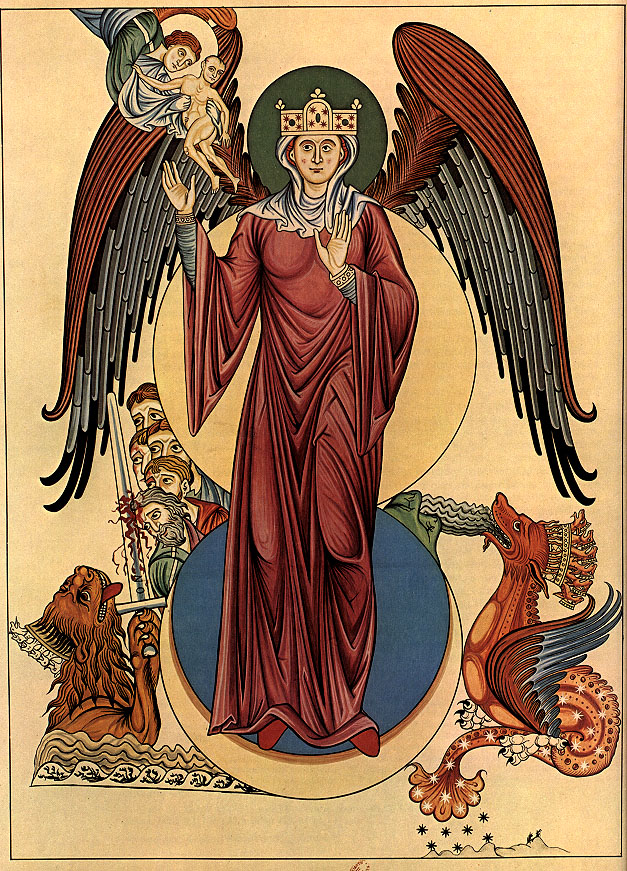
Femme de l'Apocalypse (Hortus deliciarum), Herrade de Landsberg, XIIe siècle.
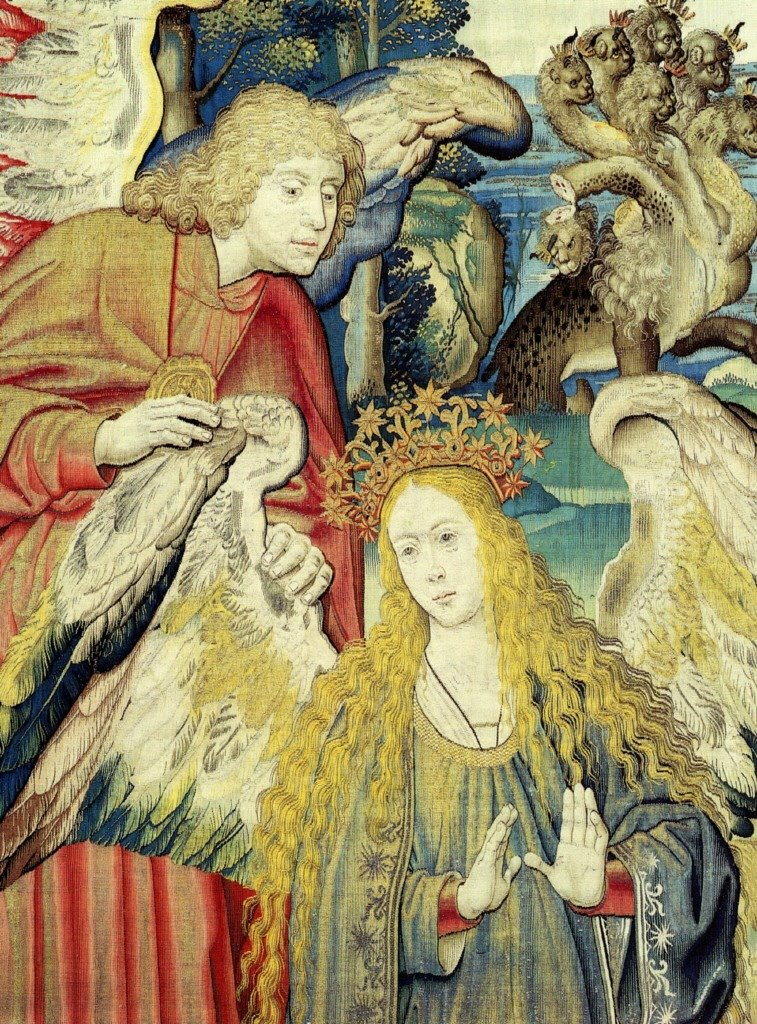
Femme de l'Apocalypse, Willem de Pannemaker (en), XVIe siècle.
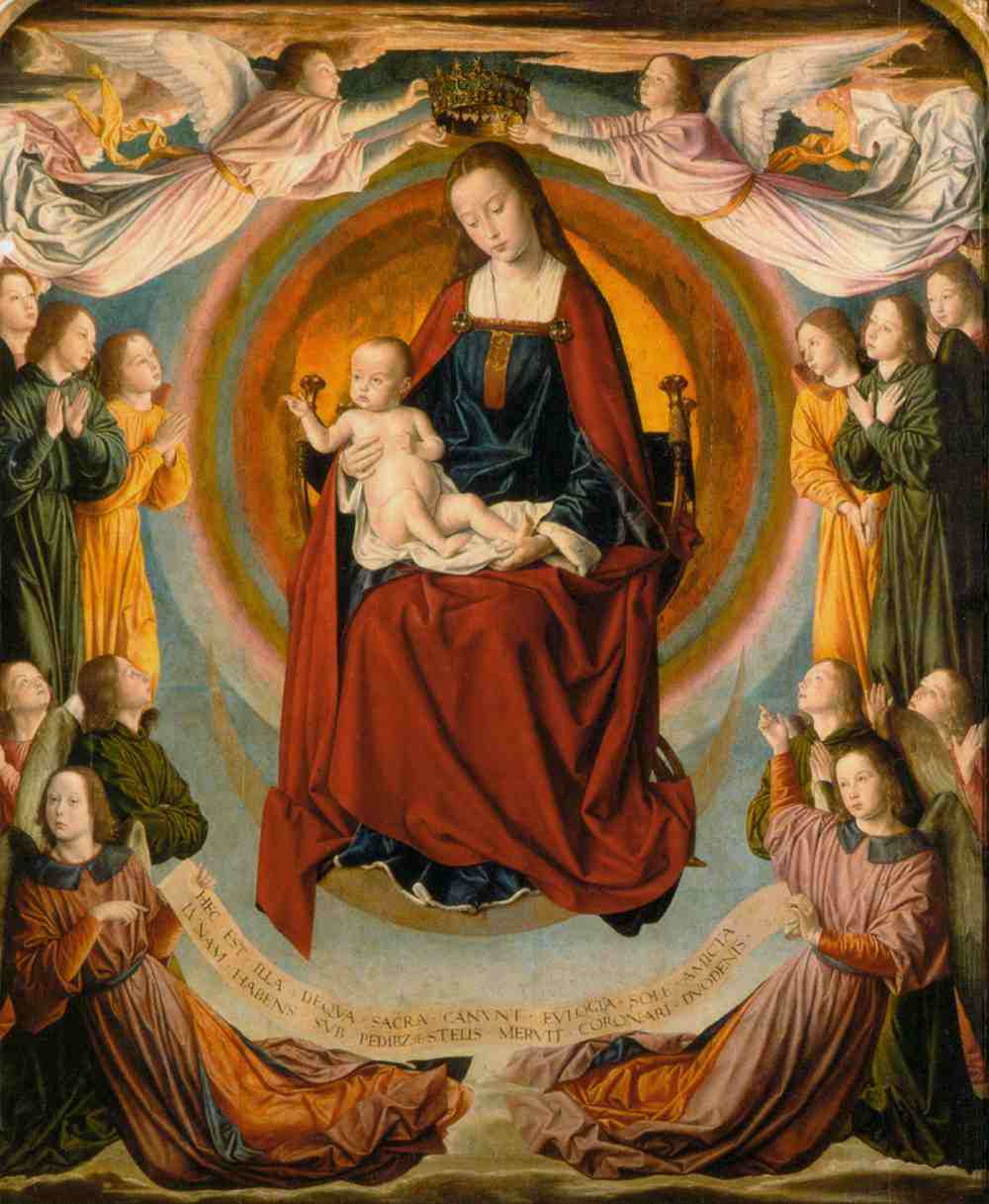
Triptyque du Maître de Moulins, 1502.
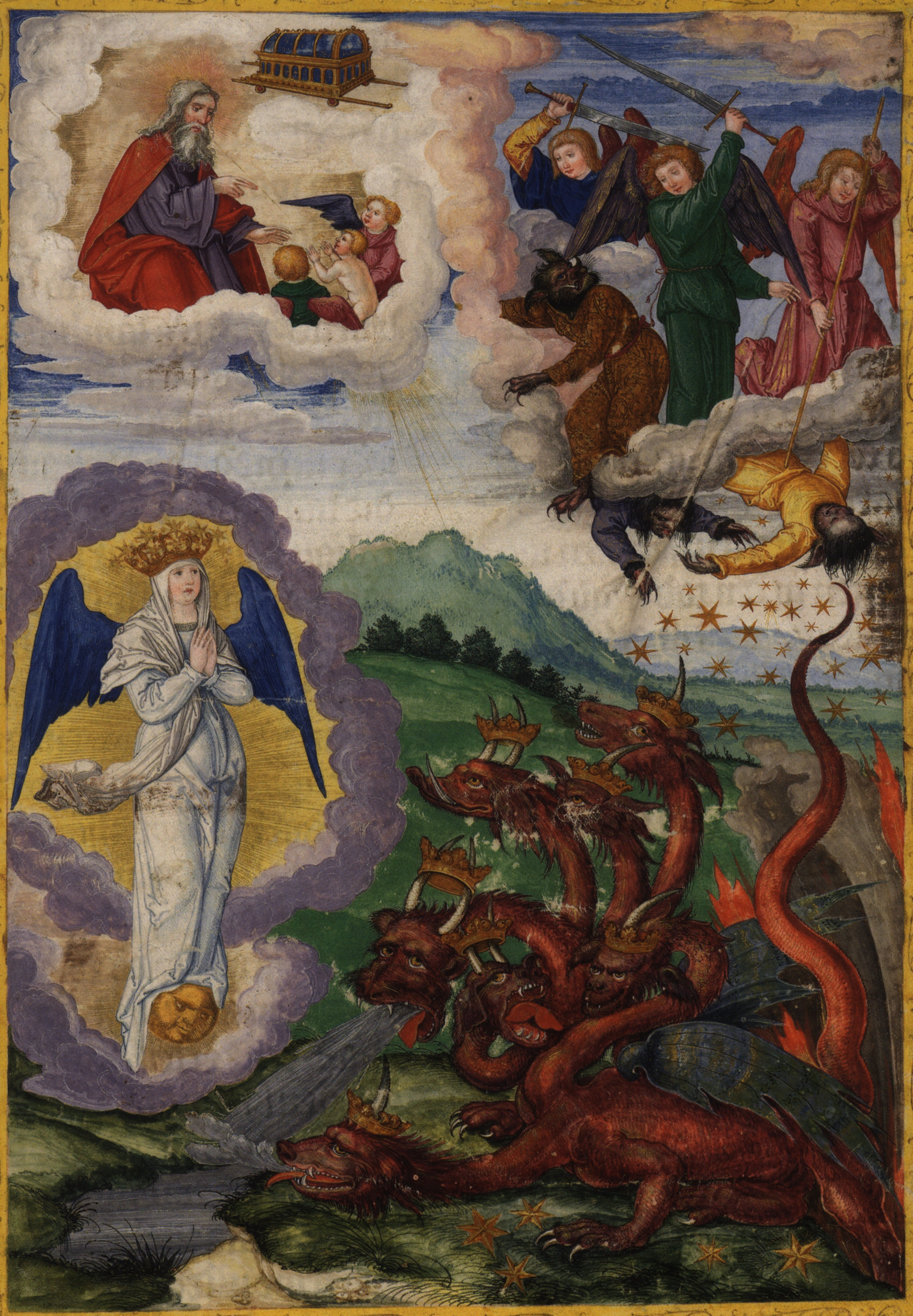
Illustration de la Bible d'Ottheinrich, Matthias Gerung, XVIe siècle.
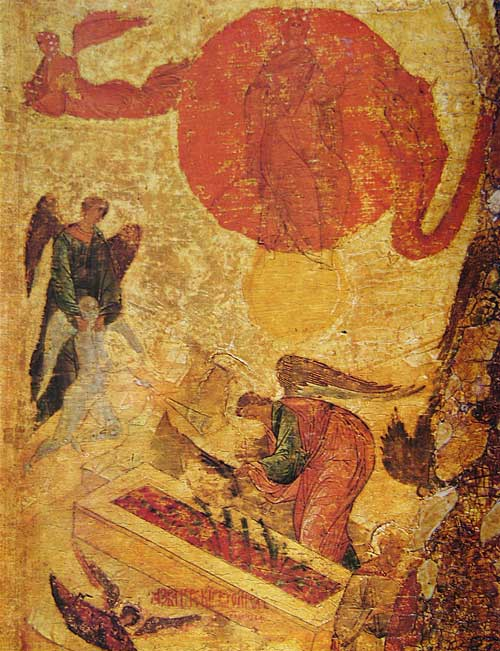
Femme de l'Apocalypse, icône russe, XVe siècle.